# Cerezo Ósaka
Cerezo Ósaka (japonsky: セレッソ大阪) je japonský profesionální fotbalový klub z města Ósaka, který hraje 2. nejvyšší japonskou ligu. Domácím stadionem klubu je Stadion Nagai.

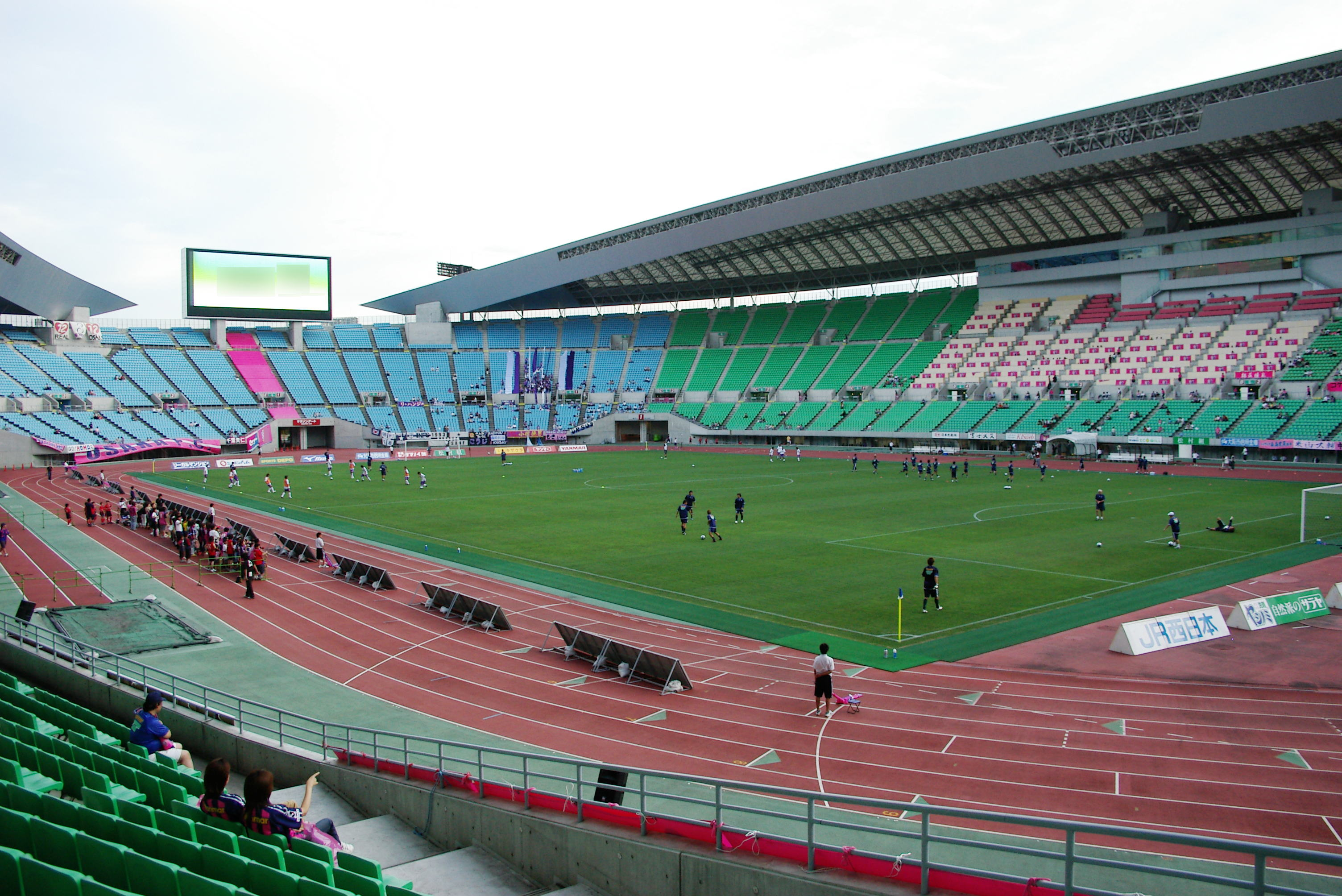
Klubový stadion Nagai Stadium

## Úspěchy
- J.League Cup: 2017
- Císařský pohár: 1968, 1970, 1974, 2017

## Významní hráči
- Hiroaki Morišima
- Akinori Nišizawa
- Akira Kadži
- Jošito Ókubo
- Hiroši Nanami
- Šindži Kagawa
- Jóičiró Kakitani
- Takaši Inui
- Hotaru Jamaguči
- Terujuki Moniwa
- Hiroši Kijotake
- Kenjú Sugimoto
- Keidži Tamada
- Gilmar Rinaldi
- Cacau
- Gojko Kačar
- Diego Forlán